# Willem I van Chalon
Willem I van Chalon († ca. 1150) was de tweede graaf uit het huis Thiers in het oude graafschap Chalon. Hij was een telg uit het oudgrafelijke Bourgondische geslacht Chalon, uit de tak Thiers. Het graafschap Chalon was door zijn grootmoeder bij haar huwelijk ingebracht in het huis Thiers.

## Geschiedenis
Hij was een zoon van Gwijde van Thiers en een niet bij naam bekend zijnde moeder. Hij volgde in 1113 zijn vader op als graaf van Chalon. Hij regeerde samen met Savary van Vergy. Kort na 1113 verkocht Savary Chatelet-Chalon aan de hertog van Bourgondië en blijkbaar tegelijkertijd alle rechten van Chalon, vanwege dat zijn kinderen geen enkel deel van Chalon zouden erven. Uiteindelijk kwam Chalon volledig in bezit van Willem I en zijn erfgenamen.
Willem I werd opgevolgd door zijn zoon Willem II. De juiste datum is niet te achterhalen. In 1147 leefde Willem I nog.

## Nakomelingen
Willem had de volgende kinderen:
- Willem II († 1174), zijn opvolger
- mogelijk een dochter niet bij naam genoemd, door moderne historici Alix genoemd, gehuwd met Joceran IV Grossus, heer van Brancion en Uxelles